# 佐藤あり紗
佐藤 あり紗（さとう ありさ、1989年7月18日 - ）は、日本の元女子バレーボール選手。

## 来歴
宮城県仙台市出身。母と6歳上の姉の影響で仙台市立西多賀小学校2年時よりバレーボールを始める（その頃のポジションはセンター）。仙台市立富沢中学校3年時には「TEAMi」で全国ヤングクラブ交流大会優勝。古川学園高等学校に進学すると、ライトプレイヤーとして春高バレーやインターハイ出場経験を持つ。同期に沼田さくら（元パイオニア）がいる。
佐藤伊知子監督に運動能力を買われ、東北福祉大学に進学しバレー部に入部。リベロだった主将の進言と本人の意向が一致し、リベロに転向した。
2012年1月に日立リヴァーレの内定選手となった。2013年3月に2012/13Vチャレンジリーグのサーブレシーブ賞を獲得した。Vチャレンジマッチでプレミアリーグ昇格に大きく貢献した。
2013年4月、全日本女子メンバーに初選出された。ユニバーシアード代表として同年の大会及び前哨戦のエリツィン杯に出場した。
2013年8月のWGP予選ラウンド3週で全日本チームに合流し、地元仙台において全日本デビューを果たした。同年11月のワールドグランドチャンピオンズカップでは、ベストリベロ賞に輝き、全日本チームの銅メダル獲得に大きく貢献した。
Vプレミアリーグに昇格した2013/14シーズンにおいて、レシーブ賞を獲得した。2015/16シーズンよりリヴァーレ主将を務める。
2014年に左膝を怪我した関係もあり、一時は引退も考えていたため2015年度は監督である眞鍋政義からのオファーを辞退したが、恩師である佐藤伊知子の言葉などもあり、2016年に全日本に復帰。リオデジャネイロオリンピック世界最終予選兼アジア予選と本大会に正リベロで出場した。
2018年5月、Vリーグ機構は佐藤の移籍希望を公示した。同年8月、地元仙台市に新設されるバレーボールチームのリガーレ仙台に加入すると報じられた。
2019-20シーズンよりリガーレ仙台でプレー。チーム発足当初はアウトサイドヒッターとしてプレーした。シーズン途中で選手兼任のまま監督に就任した。しかし、2020-21シーズンV.LEAGUEライセンス審査が通らずV.LEAGUE参戦がお預けとなる。翌年の2020年に、2021-22シーズンからのV.LEAGUE参入が内定し、V2女子でプレーすることとなった。
リガーレでのV2女子2シーズン目となる2022-23シーズンをもって、現役を引退しリガーレを退団した。退団表明をした3日後の2023年1月23日に記者会見を行い、現役引退は自身が決断した通りであったが、退団は本意ではなかったと涙を流しながら話した。監督はこのまま続けることを希望し、V1で必要な「コーチ4」の監督ライセンスも取得しにいく意向であったが、クラブ側からは既にライセンスを保持している新しい監督を迎える意向が示され、方向性の違いにより退団を決断したと話した。

## エピソード
- 2015年3月17日、読みが同姓同名のモデルである佐藤ありさがプロサッカー選手の長谷部誠と年内に結婚するとの報道による人違いから連絡が殺到し、同日、ツイッターで人違いであることを説明した[29]。

## 球歴
- 日本代表 - 2013年 - 2016年

## 所属チーム
- 古川学園高等学校（2005-2008年）
- 東北福祉大学（2008-2012年）
- 日立リヴァーレ（2012-2018年）
- リガーレ仙台（2018-2023年）

## 受賞歴
- 2013年 - 2012/13 Vチャレンジリーグ サーブレシーブ賞
- 2013年 - ワールドグランドチャンピオンズカップ ベストリベロ賞
- 2014年 - 2013/14 Vプレミアリーグ レシーブ賞
- 2017年 - 2016/17 Vプレミアリーグ サーブレシーブ賞

## 個人成績
Vプレミアリーグレギュラーラウンドにおける個人成績は下記の通り。
| シーズン | 所属 | 出場                                 | 出場                                 | アタック                             | アタック                             | アタック                             | アタック                             | ブロック                             | ブロック                             | サーブ                               | サーブ                               | サーブ                               | サーブ                               | レセプション                         | レセプション                         | 総得点                               | 備考                                 |
| -------- | ---- | ------------------------------------ | ------------------------------------ | ------------------------------------ | ------------------------------------ | ------------------------------------ | ------------------------------------ | ------------------------------------ | ------------------------------------ | ------------------------------------ | ------------------------------------ | ------------------------------------ | ------------------------------------ | ------------------------------------ | ------------------------------------ | ------------------------------------ | ------------------------------------ |
| シーズン | 所属 | 試合                                 | セット                               | 打数                                 | 得点                                 | 決定率                               | 効果率                               | 決定                                 | /set                                 | 打数                                 | エース                               | 得点率                               | 効果率                               | 受数                                 | 成功率                               | 総得点                               | 備考                                 |
| 2012/13  | 日立 | チャレンジリーグの為、記録を記載せず | チャレンジリーグの為、記録を記載せず | チャレンジリーグの為、記録を記載せず | チャレンジリーグの為、記録を記載せず | チャレンジリーグの為、記録を記載せず | チャレンジリーグの為、記録を記載せず | チャレンジリーグの為、記録を記載せず | チャレンジリーグの為、記録を記載せず | チャレンジリーグの為、記録を記載せず | チャレンジリーグの為、記録を記載せず | チャレンジリーグの為、記録を記載せず | チャレンジリーグの為、記録を記載せず | チャレンジリーグの為、記録を記載せず | チャレンジリーグの為、記録を記載せず | チャレンジリーグの為、記録を記載せず | チャレンジリーグの為、記録を記載せず |
| 2013/14  | 日立 | 28                                   | 116                                  | 0                                    | 0                                    | 0.0%                                 | %                                    | 0                                    | 0.00                                 | 0                                    | 0                                    | 0.00%                                | 0.0%                                 | 401                                  | 67.8%                                | 0                                    |                                      |
| 2014/15  | 日立 | 19                                   | 75                                   | 0                                    | 0                                    | 0.0%                                 | %                                    | 0                                    | 0.00                                 | 0                                    | 0                                    | 0.00%                                | 0.0%                                 | 343                                  | 67.3%                                | 0                                    |                                      |
| 2015/16  | 日立 | 0                                    | 0                                    | 0                                    | 0                                    | 0.0%                                 | %                                    | 0                                    | 0.00                                 | 0                                    | 0                                    | 0.00%                                | 0.0%                                 | 0                                    | 0.0%                                 | 0                                    |                                      |
| 2016/17  | 日立 | 21                                   | 83                                   | 0                                    | 0                                    | 0.0%                                 | %                                    | 0                                    | 0.00                                 | 0                                    | 0                                    | 0.00%                                | 0.0%                                 | 390                                  | 73.1%                                | 0                                    |                                      |
| 2017/18  | 日立 | 21                                   | 76                                   | 0                                    | 0                                    | 0.0%                                 | %                                    | 0                                    | 0.00                                 | 0                                    | 0                                    | %                                    | 0.0%                                 | 213                                  | 62.4%                                | 0                                    |                                      |

| 太字 | はタイトル獲得 |